# Pterostichus curtipennis
Pterostichus curtipennis är en skalbaggsart som beskrevs av Victor Ivanovitsch Motschulsky. Pterostichus curtipennis ingår i släktet Pterostichus och familjen jordlöpare. Inga underarter finns listade i Catalogue of Life.